# Izpaxuriko Erreka
Der Izpaxuriko Erreka ist ein kleiner Fluss in Frankreich, der im Département Pyrénées-Atlantiques in der Region Nouvelle-Aquitaine verläuft. Er entspringt unter dem Namen Pagolla Uraitza an der Gemeindegrenze von Musculdy und Saint-Just-Ibarre, entwässert generell Richtung Norden durch das Französische Baskenland und mündet nach rund 16 Kilometern im Gemeindegebiet von Uhart-Mixe als rechter Nebenfluss in die Bidouze.

## Orte am Fluss
(Reihenfolge in Fließrichtung)
- Pagolle
- Pascoteya, Gemeinde Lohitzun-Oyhercq
- Eztinborda, Gemeinde Larribar-Sorhapuru
- Uhart-Mixe